# Вачил (Тревизо)
Вачил је насеље у Италији у округу Тревизо, региону Венето.
Према процени из 2011. у насељу је живело 994 становника. Насеље се налази на надморској висини од 22 м.